# بامير الروسية
بامير الروسية (بالإنجليزية: Russian Pamir) هي إقليم سابقة كان تابعًا للالإمبراطورية الروسية. في الوقت الحاضر الإقليم هو مقاطعة بدخشان الجبلية الواقع جنوب شرق طاجيكستان والذي يتمتع بحكم ذاتي، عاصمة الإقليم هي مدينة خوروغ.